# Scammell Pioneer
Il Pioneer era un veicolo da trasporto britannico, prodotto dalla Scammell durante la seconda guerra mondiale. Era utilizzato per il traino dei cannoni e per gli obici pesanti e per il trasporto e il recupero dei carri armati.

## Sviluppo
Progettato come veicolo con trazione 6x4 fuoristrada da utilizzare nelle allora colonie della Gran Bretagna, dove le strade pavimentate erano piuttosto rare, il Pioneer venne prodotto a partire dal 1927. Nonostante mancasse della trazione integrale, la combinazione tra sospensioni dalla ampia escursione, trazione eccellente e motore che poteva girare ad un basso numero di giri gli conferiva una impressionante potenza di traino a bassa velocità su strade sterrate.
pur non essendo un veicolo progettato per uso militare un singolo il War office acquistò un singolo esemplare dotato di motore a benzina nel 1932. Venne allestito come trattore per il trasporto di carri unendolo permanentemente ad un semi rimorchio da 18 tonnellate. Il veicolo venne assegnato ad una unità di addestramento, ma all'inizio non fece una particolare impressione e pertanto non vennero acquistati altri veicoli per alcuni anni.

## Impiego militare
Ad eccezione del primo esemplare per il trasporto dei carri armati, che era stato acquistato nel 1932, tutti i Pioneer acquistati dell'esercito britannico erano dotati del motore diesel a sei cilindri Gardner da 102 hp (109, 4 cv) e avevano trazione posteriore. Il veicolo era dotato di un cambio sincronizzato e di verricello azionato da una presa di potenza.

### Trattore di artiglieria
Introdotto nel 1935 il Pioneer R100 era un trasporto per pezzi di artiglieria pesante che venne usato durante tutta la seconda guerra mondiale. Il veicolo aveva sistemazioni per i serventi del pezzo di artiglieria, le munizioni e l'equipaggiamento.
All'inizio del conflitto il veicolo veniva usato per il traino di pezzi di artiglieria quali il cannone Ordnance BL 60 lb, l'obice da 6-inch e il cannone da 4.5-inch e da 5.5-inch fino a quando divenne disponibile in numero adeguato il AEC Matador. In seguito il Pioneer venne utilizzato per il traino degli obici da 6-inch e da 8-inch, il cannone Long Tom da 155 mm e l'obice da 7.2-inch.
Molti Pioneer nel 1940 furono abbandonati in Francia a seguito dell'evacuazione del British Expeditionary Force (BEF) da Dunkerque. Diversi di questi veicoli erano stati messi fuori uso dalle truppe in ritirata ma altri furono catturati dai tedeschi.
La Scammell produsse 980 Pioneer R100 trattori pesanti per l'artiglieria fino alla fine della guerra. Dato che questa quantità era insufficiente alle necessità il Pioneer R100 venne affiancato dal trattore di artiglieria Albion CX22S a partire dal 1943.

### Veicolo da recupero
Dal 1938 l'esercito britannico iniziò a ricevere la versione da recupero pesante del Pioneer. I primi 43 esemplari furono designati Pioneer SV1S e Pioneer SV1T. I due modelli erano equipaggiati con la gru pieghevole da 3-ton, scomparti per l'equipaggiamento e le barre di traino. Anche di questa versione numerosi esemplari nel 1940 furono abbandonati in Francia.
Sul modello SV2S del Pioneer era stata installata una gru leggermente riprogettata che permetteva di sollevare un carico ad una altezza maggiore. 
Il Pioneer da recupero disponeva di due cingoli che, in caso di terreno soffice o fangoso, potevano essere montati sulle ruote posteriori trasformando il veicolo temporaneamente in un semicingolato.
Il veicolo venne prodotto per tutto il conflitto per un totale di 1.975 esemplari costruiti. L'ultimo Pioneer da recupero dell'esercito britannico è stato ritirato negli anni '80 nel Belize.

### Trasporto carri
Le consegne della versione da trasporto carri non iniziarono prima del 1937. Sul veicolo, designato Pioneer TRCU20 nella versione da 20-ton e TRCU30 in quella da 30-ton, era stata montata una cabina più grande per poter far accomodare, come passeggeri, anche l'equipaggio del carro e di ruote posteriori più grandi delle versioni per il traino di artiglieria e da recupero.
Il semirimorchio era fissato permanentemente al trattore e non era separabile come avviene nei mezzi moderni. Per far salire il carro erano usate delle rampe incernierate nella parte posteriore del rimorchio. In caso di carro immobilizzato si doveva utilizzare il verricello del trattore per caricarlo sul rimorchio.
La combinazione trattore e semirimorchio si dimostrò troppo alta per poter trasportare i carri statunitensi, che già di loro avevano un profilo piuttosto alto, su alcuni ponti della Gran Bretagna. Per questo gli venne preferito il trasporto carri di produzione statunitense Diamond T dal 1941. Nonostante questo la produzione continuò per tutta la guerra per un totale di 449 esemplari . L'altezza del rimorchio lo rese poco appetibile come trasporto per impieghi civili dopo il secondo dopoguerra e molti rimorchi vennero quindi demoliti. Le motrici vennero invece mantenute e utilizzate con altri rimorchi o venduti per usi civili.